# Manuel Concha
Manuel Concha Gajardo (La Serena, 1834-1891) fue un escritor, cronista, periodista y dramaturgo chileno.

## Trayectoria
Considerado el mayor cronista de La Serena en el siglo XIX, su obra "Crónicas de La Serena" destaca por ser la primera recopilación de datos obtenidos de las actas del Cabildo colonial y documentos que se encontraban dispersos en esos años.La elaboración de sus "Crónicas de La Serena" debe estimarse como una tarea titánica por la dificultad en descifrar documentos centenarios, por el tiempo empleado en ello, por el espesor cultural necesario y los recursos monetarios que no se verían rápidamente compensados.
Manuel, cuando logra publicar en 1871 “Crónica de La Serena” en su página de “Advertencia preliminar” recalca: “Nuestro trabajo quedará recompensado si merece la aceptación del pueblo de la Serena, para el que especialmente ha sido escrito”.
Sin lugar a dudas Manuel Concha sobresale como el primer investigador dedicado a escribir formalmente la historia de la segunda ciudad más antigua del país, esta obra, por su rigurosidad, posteriormente en 1928 sería utilizado como referencia por Domingo Amunátegui Solar para conformar su libro: "El Cabildo de La Serena".
Este cronista serenense además fue uno de los fundadores del periodismo en su ciudad natal, en plenas épocas que reclamaban entonces el progreso social y la cultura de la provincia a través de sendas revoluciones (1851 y 1859), creó en calle Los Carrera una imprenta llamada "El Cosmopolita", por la cual sale a la luz en 1858 un diario homónimo. En esa misma época paralelamente fue redactor de los periódicos: "El Eco Literario del Norte" (1857), "El Coquimbano" (1857) y "Serena" (1862).
Cultivó una extensa producción literaria: obras de teatro, cuentos, artículos periodísticos, novelas, el drama histórico y social, el cuento de imaginación y las tradiciones populares.
De su creación dramática se representaron: "María de Borgoña" (1856), "Doña Isabel de Osorio", "Lo que son las mujeres" (1858) y "Quien mucho porfía mucho alcanza" (1856).

## Obras
- Predestinación (Novela) (1858)
- Manuscrito de un loco (Novela) (1860)
- Un viaje de vieja: Perú, departamento de Junín:  Apuntes de cartera. (1870)
- Crónicas de La Serena. (1871)
- Tradiciones Serenenses (1883)